# Rangersdorf
Rangersdorf ist eine Gemeinde mit 1702 Einwohnern (Stand 1. Jänner 2024) im Bezirk Spittal an der Drau im österreichischen Bundesland Kärnten.

## Geographie
| Rangersdorf liegt im Mölltal zwischen dem zur Goldberggruppe zählenden Zellinkopf (2597 m) und der südlich gelegenen Kreuzeckgruppe mit den hier einmündenden Tälern (Gräben) des Lamnitzbaches und des Zleinitzbaches. Besiedelt sind vorwiegend die hochwassersicheren Terrassen im Mündungsbereich der großen Nebenbäche (Ortschaften Lamnitz und Lainach) und Verebnungen im nördlichen Hang des Mölltales (in aufsteigender Höhenlage: Rangersdorf, Tresdorf, Lobersberg). Fast die Hälfte der Fläche ist Wald, rund ein Drittel liegt im alpinen Bereich. | Hier fehlt eine Grafik, die leider im Moment aus technischen Gründen nicht angezeigt werden kann. Wir arbeiten daran! |

Rangersdorf ist in die drei Katastralgemeinden Lainach, Rangersdorf und Tresdorf gegliedert, das Gemeindegebiet umfasst folgende neun Ortschaften (in Klammern Einwohnerzahl Stand 1. Jänner 2024):
- Lainach (430)
- Lamnitz (127)
- Lobersberg (185)
- Plappergassen (57)
- Rangersdorf (392)
- Tresdorf (278)
- Wenneberg (45)
- Witschdorf (181)
- Zladisch (7)

### Nachbargemeinden
|                 | Mörtschach                                  |                    |
| Winklern        | Kompassrose, die auf Nachbargemeinden zeigt | Stall              |
| Nikolsdorf (LZ) | Oberdrauburg Irschen                        | Dellach im Drautal |

## Geschichte
Bereits im 7. Jahrhundert ließen sich slawische Stämme am Westhang der Goldberggruppe nieder. Die „Villa Routkerasdorf“ wurde in einem Tauschvertrag des Freisinger Bischofs aus den Jahren zwischen 1006 und 1039 erstmals urkundlich erwähnt. Der Ortsname leitet sich von der oberhalb des Ortes gelegenen Rangsburg ab. Diese wurde 1292 von den Görzer Grafen zusammen mit der Feste Stall zerstört und anschließend nicht mehr aufgebaut.
Im ausgehenden Mittelalter war Rangersdorf ein bekannter Gold-, Silber- und Kupferbergbauort. Das heutige Gemeindegebiet wurde fast sechs Jahrhunderte von der jeweiligen Herrschaft von Stall verwaltet. 1850 wurde die Gemeinde Rangersdorf gegründet, die seither lediglich 1964 kleinere Gebietskorrekturen gegenüber Stall erfahren hat.

## Bevölkerung
Nach der Volkszählung 2001 hat die Gemeinde Rangersdorf 1805 Einwohner, davon besitzen 97 % die österreichische und 1 % die deutsche Staatsbürgerschaft.
Zur römisch-katholischen Kirche bekennen sich 95,9 % der Gemeindebevölkerung, zur evangelischen Kirche 1,4 %. Als konfessionslos bezeichnen sich 1,3 %.

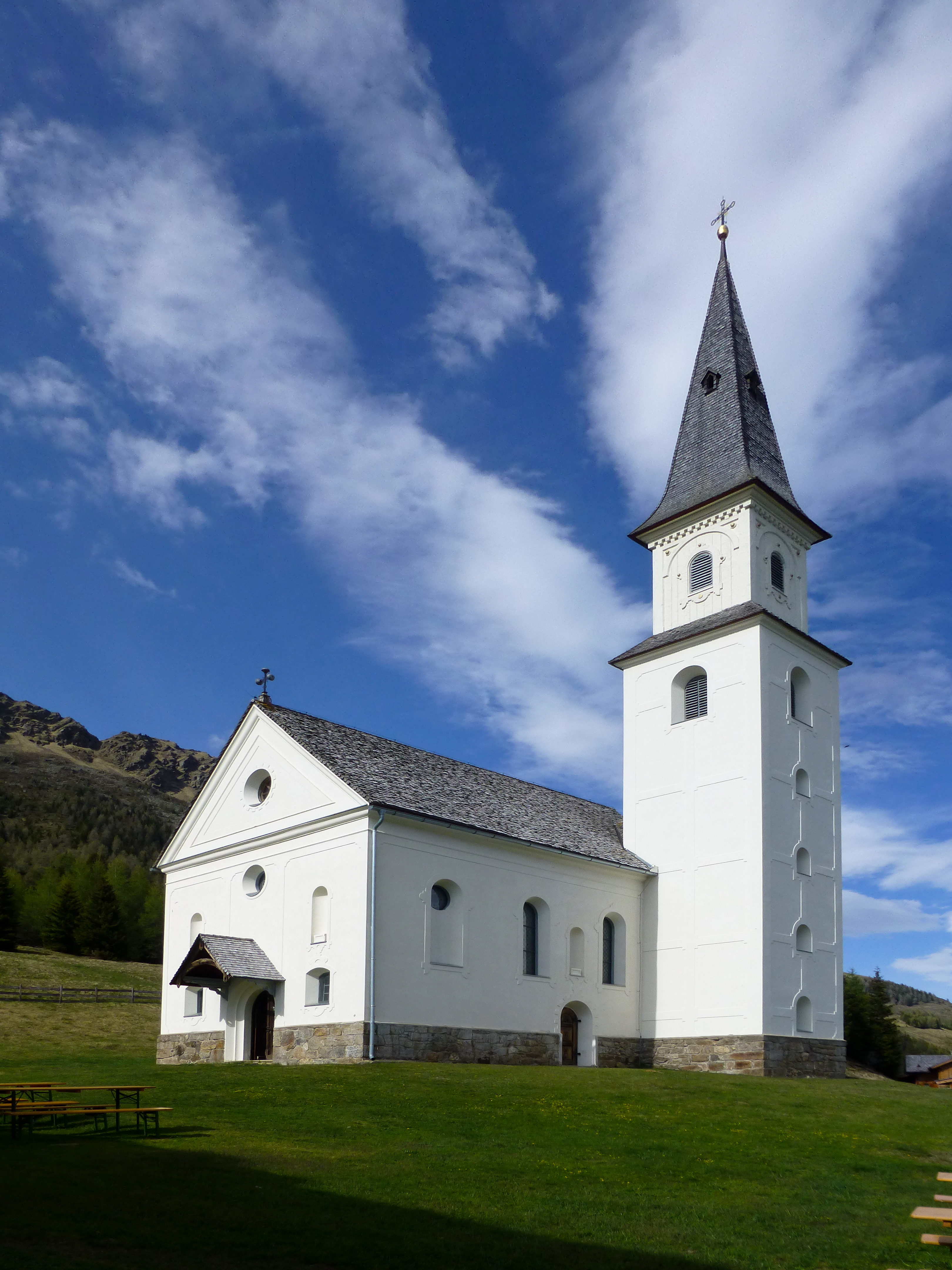
Wallfahrtskirche Marterle

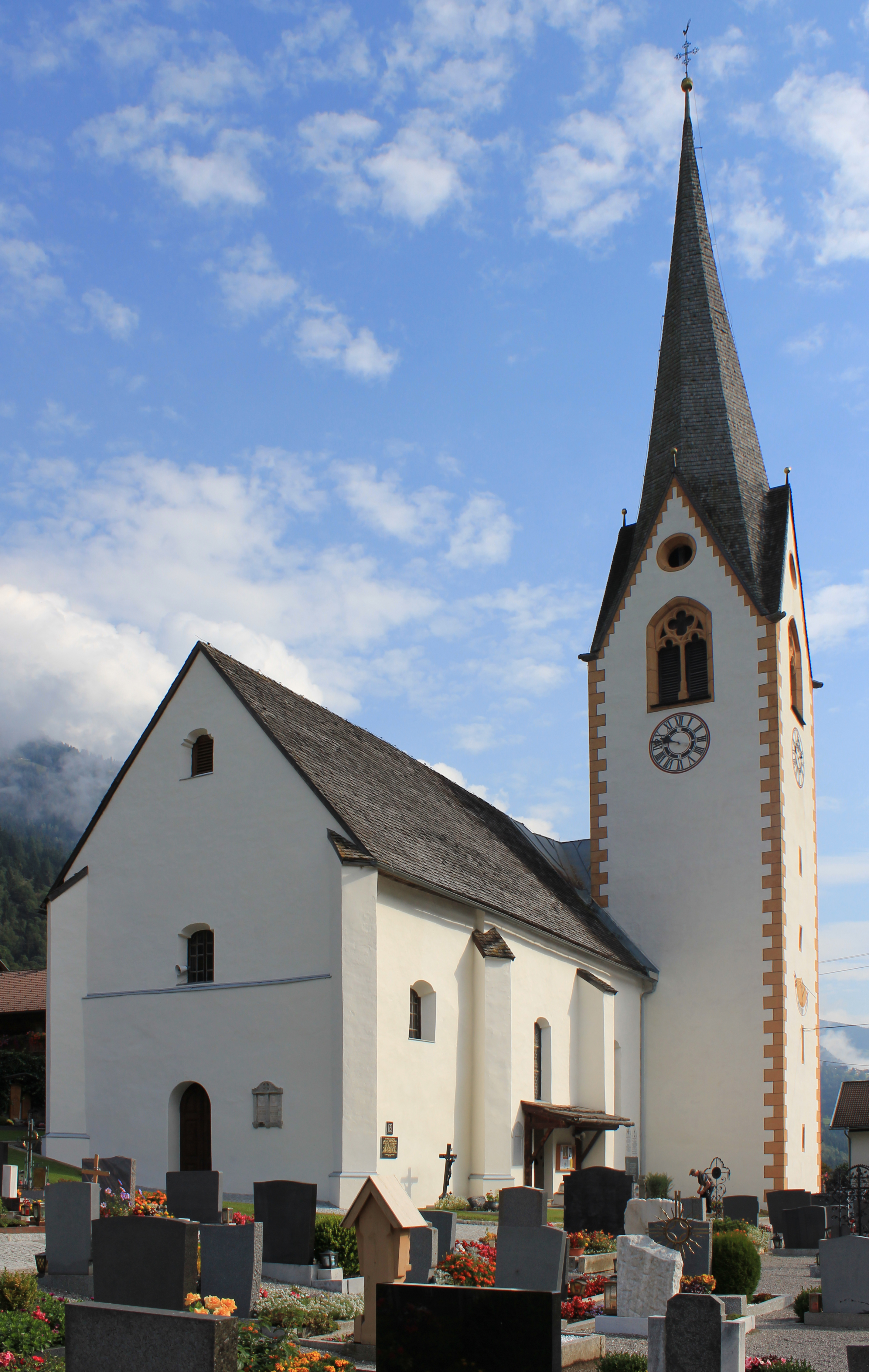
Pfarrkirche

### Bevölkerungsentwicklung
| Rangersdorf: Einwohnerzahlen von 1869 bis 2024      | Rangersdorf: Einwohnerzahlen von 1869 bis 2024 | Rangersdorf: Einwohnerzahlen von 1869 bis 2024 | Rangersdorf: Einwohnerzahlen von 1869 bis 2024 | Rangersdorf: Einwohnerzahlen von 1869 bis 2024 |
| --------------------------------------------------- | ---------------------------------------------- | ---------------------------------------------- | ---------------------------------------------- | ---------------------------------------------- |
| Jahr                                                |                                                |                                                |                                                | Einwohner                                      |
| 1869                                                | 1869                                           |                                                | 1.257                                          | 1.257                                          |
| 1880                                                | 1880                                           |                                                | 1.339                                          | 1.339                                          |
| 1890                                                | 1890                                           |                                                | 1.342                                          | 1.342                                          |
| 1900                                                | 1900                                           |                                                | 1.235                                          | 1.235                                          |
| 1910                                                | 1910                                           |                                                | 1.230                                          | 1.230                                          |
| 1923                                                | 1923                                           |                                                | 1.269                                          | 1.269                                          |
| 1934                                                | 1934                                           |                                                | 1.377                                          | 1.377                                          |
| 1939                                                | 1939                                           |                                                | 1.317                                          | 1.317                                          |
| 1951                                                | 1951                                           |                                                | 1.473                                          | 1.473                                          |
| 1961                                                | 1961                                           |                                                | 1.601                                          | 1.601                                          |
| 1971                                                | 1971                                           |                                                | 1.721                                          | 1.721                                          |
| 1981                                                | 1981                                           |                                                | 1.744                                          | 1.744                                          |
| 1991                                                | 1991                                           |                                                | 1.752                                          | 1.752                                          |
| 2001                                                | 2001                                           |                                                | 1.805                                          | 1.805                                          |
| 2011                                                | 2011                                           |                                                | 1.755                                          | 1.755                                          |
| 2021                                                | 2021                                           |                                                | 1.687                                          | 1.687                                          |
| 2024                                                | 2024                                           |                                                | 1.702                                          | 1.702                                          |
| Quelle(n): Statistik Austria, Gebietsstand 1.1.2021 |                                                |                                                |                                                |                                                |

## Kultur und Sehenswürdigkeiten
- Die Wallfahrtskirche Marterle ist eine in 1861 m Seehöhe am Südhang der Sadniggruppe gelegene Kapelle. Ihr Name rührt von einem Kreuz, das vor ihrem Bau an ihrer Stelle gestanden hat. Ihre heutige Gestalt erhielt die Kapelle durch einen Neubau ab 1904, der zwei Jahre später mit der Weihe abgeschlossen wurde.
- Die spätgotische Pfarrkirche von Rangersdorf besaß den ältesten Flügelaltar Kärntens (1425, heute im Diözesanmuseum Klagenfurt).
- Die spätgotische, später barockisierte Filialkirche von Lainach besitzt einen Hochaltar von etwa 1670. Sie ist der heiligen Margareta geweiht.
- In Lainach befindet sich die eisen-, schwefel- und radonhaltige Margarethenquelle.
- Der wuchtige Wasserfall des Lamnitzbaches (Zlapp, Name slawischen Ursprungs) liegt in einer schwer zugänglichen Schlucht oberhalb von Lamnitz.

## Wirtschaft und Infrastruktur
Neben der traditionell dominierenden Landwirtschaft sind der Tourismus, das Baugewerbe und einige Klein- und Mittelbetriebe des Maschinen- und Anlagenbaues wichtige Wirtschaftsfaktoren.

### Wirtschaftssektoren
Die folgende Tabelle zeigt die Entwicklung der Anzahl der Betriebe und der Beschäftigten in den Wirtschaftssektoren:
| Wirtschaftssektor            | Anzahl Betriebe | Anzahl Betriebe | Anzahl Betriebe | Erwerbstätige | Erwerbstätige | Erwerbstätige |
| Wirtschaftssektor            | 2021            | 2011            | 2001            | 2021          | 2011          | 2001          |
| ---------------------------- | --------------- | --------------- | --------------- | ------------- | ------------- | ------------- |
| Land- und Forstwirtschaft 1) | 38              | 141             | 156             | 43            | 56            | 49            |
| Produktion                   | 23              | 21              | 16              | 235           | 272           | 292           |
| Dienstleistung               | 57              | 50              | 37              | 158           | 139           | 133           |

1) Betriebe mit Fläche in den Jahren 2010 und 1999, Arbeitsstätten im Jahr 2021

### Verkehr
Durch das Gemeindegebiet führt die Mölltal Straße (B 106), die Rangersdorf mit den Nachbargemeinden Winklern und Stall verbindet. Eine Bahnverbindung nach Rangersdorf gibt es nicht, die nächstgelegenen Bahnhöfe befinden sich in Lienz bzw. Mallnitz oder Spittal.

## Politik

### Gemeinderat
Der Gemeinderat von Rangersdorf hat 15 Mitglieder.
- Mit der Gemeinderatswahl 2015 hatte er folgende Zusammensetzung: 7 ÖVP, 4 SPÖ, 4 FPÖ[8]
- Seit der Gemeinderatswahl 2021 hat er folgende Zusammensetzung: 6 ÖVP, 4 SPÖ, 5 FPÖ[9]

Direkt gewählter Bürgermeister ist seit 2021 Josef Kerschbaumer (ÖVP)
- Bürgermeister von 1997 bis 2021 war Franz Zlöbl (ÖVP)[11]

### Wappen
Die Blasonierung des Wappens von Rangersdorf lautet: In Blau auf silbernem Dreiberg die silberne Kirche des Marterle, rechts oben von einer goldenen Blüte des Holunder-Knabenkrautes beseitet.
Zentral ist die Westfassade der Wallfahrtskirche „Marterle“ dargestellt, im Schildfuß des Wappens wird mit einem Dreiberg die Gebirgslage der Gemeinde zum Ausdruck gebracht. Als heraldisches Beizeichen wurde eine heimische Orchideenart, das Holunder-Knabenkraut (Dactylorhiza sambucina) im Volksmund auch als „Adam und Eva“ bezeichnet, ausgewählt. Wappen und Fahne wurden der Gemeinde am 23. Juli 1978 verliehen, die Fahne ist Blau-Weiß mit eingearbeitetem Wappen.